# Ribeirão Anhumas
Der Ribeirão Anhumas ist ein etwa 35 km langer linker Nebenfluss des Rio Paranapanema im Nordosten des brasilianischen Bundesstaats Paraná.

## Etymologie

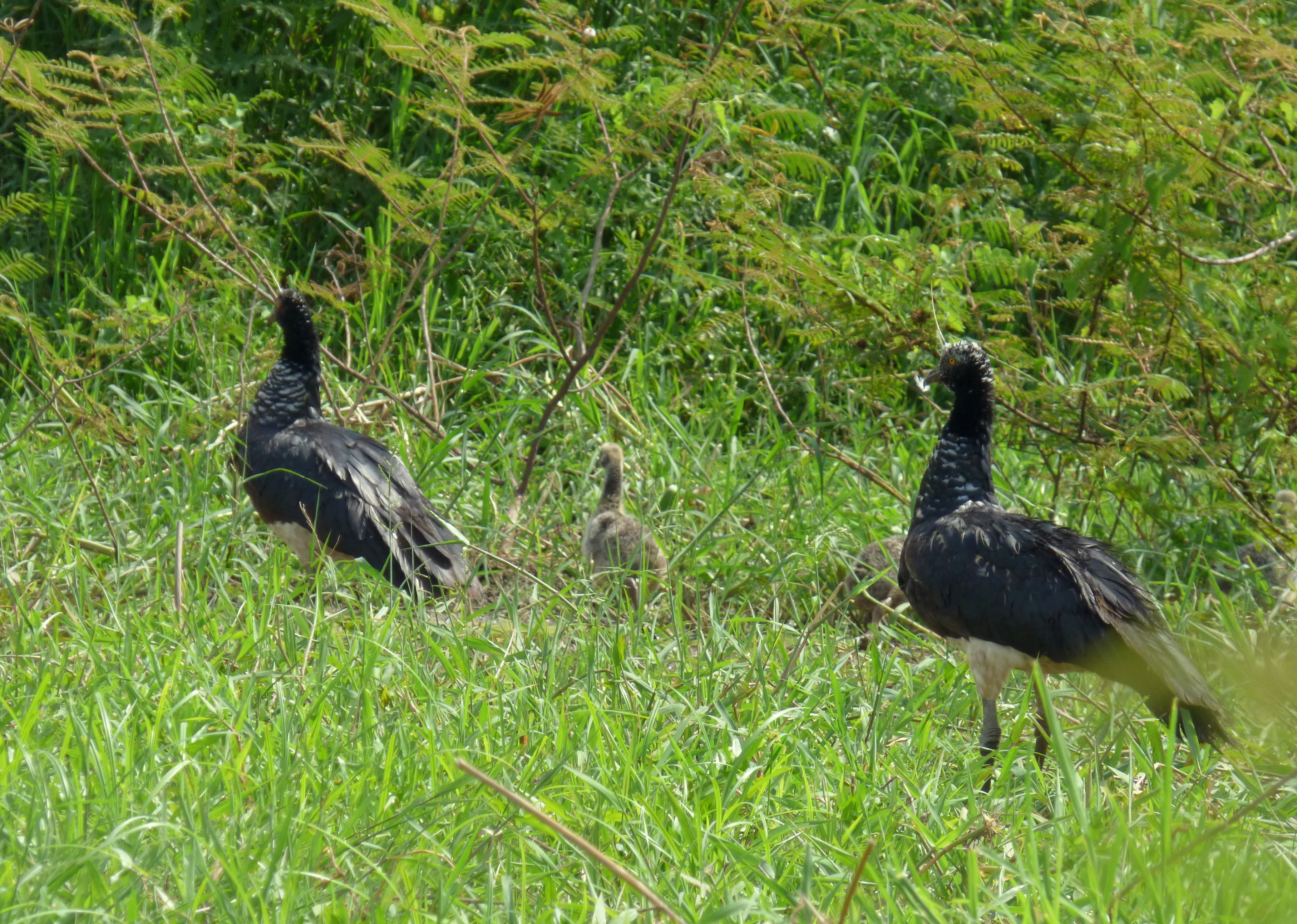
Zwei Anhumas (Hornwehrvögel)

Anhuma ist der portugiesische Name des Hornwehrvogels. Der Name kommt aus dem Tupi und bedeutet Schwarzer Vogel.

## Geografie

### Lage
Das Einzugsgebiet des Ribeirão Anhumas befindet sich auf dem Terceiro Planalto Paranaense (Dritte oder Guarapuava-Hochebene von Paraná).

### Verlauf
Sein Quellgebiet liegt im Munizip Ribeirão Claro auf 712 m Meereshöhe etwa 15 km südwestlich des Hauptorts.
Der Fluss verläuft überwiegend in nördlicher Richtung. Er mündet auf 415 m Höhe von links in den Rio Paranapanema. Er ist etwa 35 km lang.

### Munizipien im Einzugsgebiet
Der Ribeirão Anhumas verläuft vollständig innerhalb des Munizips Ribeirão Claro.